# Wilibald Gurlitt
Wilibald Ludwig Ferdinand Gurlitt (ur. 1 marca 1889 w Dreźnie, zm. 15 grudnia 1963 we Fryburgu Bryzgowijskim) – niemiecki muzykolog.

## Życiorys
Syn historyka sztuki Corneliusa Gurlitta i kuzyn muzyka Manfreda Gurlitta. Ukończył studia w zakresie muzykologii, historii i filozofii na Uniwersytecie w Heidelbergu, gdzie do grona jego nauczycieli należał Philipp Wolfrum. Następnie studiował pod kierunkiem Hugo Riemanna i Arnolda Scheringa na Uniwersytecie Lipskim, w 1914 roku uzyskując stopień doktora na podstawie dysertacji Michael Praetorius (Creuzbergensis): Sein Leben und seine Werke (wyd. Lipsk 1915). W trakcie I wojny światowej walczył na froncie francuskim i dostał się do niewoli.
Od 1919 roku pracował na Uniwersytecie we Fryburgu Bryzgowijskim, gdzie od 1920 roku kierował nowo powstałym instytutem muzykologii. W 1929 roku uzyskał tytuł profesora zwyczajnego. W 1937 roku został odsunięty przez władze nazistowskie od pracy naukowej na uczelni, do której powrócił po 1945 roku. Gościnnie prowadził wykłady w Bernie (1946) i Bazylei (1955–1956). W 1950 roku został członkiem Akademie der Wissenschaften und der Literatur w Moguncji. W 1953 roku otrzymał tytuł doktora honoris causa fakultetu teologicznego na Uniwersytecie Lipskim. W 1958 roku przeszedł na emeryturę.

## Działalność naukowa
W swojej pracy zajmował się muzyką niemiecką XVII i XVIII wieku, zarówno od strony problematyki źródłoznawczej, jak i interpretacyjnej. Badania nad historią muzyki traktował jako dziedzinę kultury przyczyniającą się do ożywienia współczesnego życia muzycznego, w trakcie pracy na Uniwersytecie we Fryburgu Bryzgowijskim założył collegium musicum, z którym jako pierwszy w Niemczech dał publicznie koncerty muzyki średniowiecznej (1922 w Hamburgu i 1924 w Karlsruhe).
Interesował się budownictwem organów i odtworzeniem możliwości brzmienia historycznych wersji tego instrumentu, należał do czołowych reprezentantów nurtu Orgelbewegung. W 1921 roku organmistrz Oscar Walcker według jego instrukcji zbudował organy oparte na dyspozycji Michaela Praetoriusa z jego Syntagma musicum z 1616 roku. Instrument ten uległ zniszczeniu w trakcie działań wojennych w 1944 roku, zrekonstruowano go w 1955 roku.
Był redaktorem szesnastego wydania Musik-Lexikon Hugo Riemanna, który opracował na nowo i podzielił na dwie części, biograficzną i rzeczową (wyd. Moguncja 1959 i 1961). W 1949 roku zapoczątkował prace nad słownikiem terminologicznym Handwörterbuch der musikalischen Terminologie, którego wydawaniem zajął się później Hans Heinrich Eggebrecht. Opublikował także prace Registerung der alten Orgelmusik (1925), Die Wandlungen des Klangideals d. Orgel im Lichte der Musikgeschichte (1926), Die Orgel von Heute (1928), Zur gegenwärtingen Orgel-Erneuerungsbewegung (1929), Johann Sebastian Bach: Der Meister und sein Werk (1936, 4. wyd. 1959).